# Clase Patiño
La clase Patiño son buques de aprovisionamiento de combate. Es la gemela de la Clase Amsterdam, fue un proyecto conjunto de la Armada Española con la Armada Real de los Países Bajos. 

## Diseño y construcción

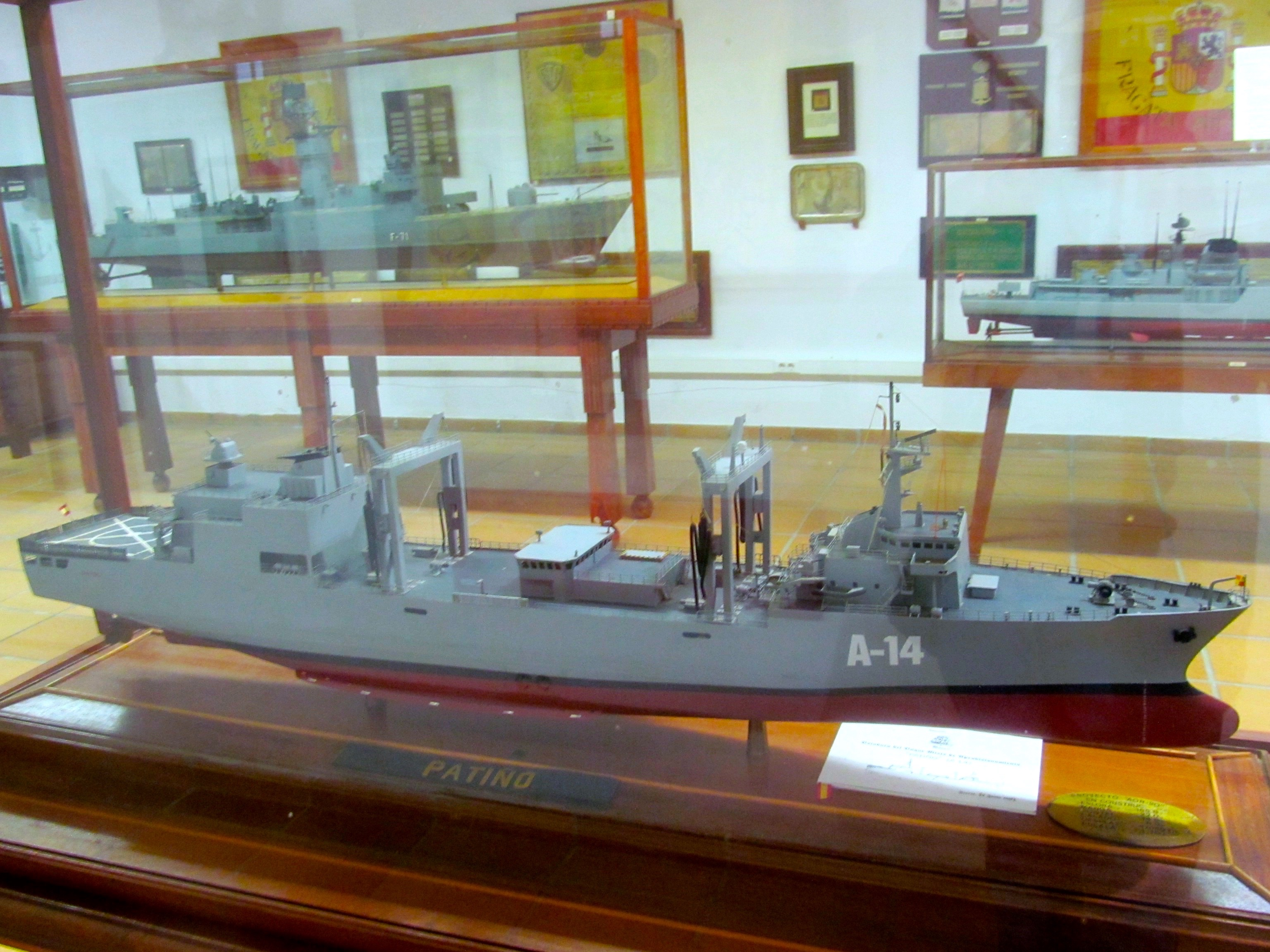
Maqueta del Patiño (A-14).

La clase Patiño/Amsterdam es una mejora de la clase "Poolster" y, como ésta, fue concebida como buque mercante, pero con requerimientos militares, como su armamento o sus sistemas NBQ.
El buque de la clase Patiño entró en servicio en 1995 con buenos resultados. Estos navíos pueden transportar hasta cinco helicópteros. En el caso español lo habitual es que lleve tres helicópteros Sikorsky SH-3 Sea King para realizar aprovisionamientos verticales y otras operaciones. Cuenta con seis bombas de combustible, con capacidad de descarga de 600 m³ por hora. Este buque puede proveer suministros para 21 días a la flota que acompaña (compuesta típicamente por un portaaviones, 5 escoltas y unas 20 aeronaves).

## Componentes
Alemania -  Dinamarca -  España -  Estados Unidos -  Reino Unido -  Suiza

### Estructura
| Sistema | País              | Fabricante | Notas |
| ------- | ----------------- | ---------- | ----- |
| Casco   | Bandera de España | Bazán      |       |

### Electrónica
| Sistema | País                      | Fabricante  | Notas                      |
| ------- | ------------------------- | ----------- | -------------------------- |
| Radar   | Bandera del Reino Unido   | Decca Radar | 2 unidades del modelo 2690 |
| TACAN   | Bandera de Estados Unidos | US Navy     | URN-25A                    |

### Armamento
| Sistema                 | País                      | Fabricante            | Notas                                  |
| ----------------------- | ------------------------- | --------------------- | -------------------------------------- |
| Cañón                   | Bandera de Suiza          | Oerlikon Contraves    | 2 unidades de 20 mm                    |
| Ametralladoras medianas | Bandera de Estados Unidos | Browning Arms Company | 4 unidades de 12,7 mm                  |
| Ametralladoras ligeras  | Bandera de Alemania       | Mauser                | 2 unidades del modelo MG-42 de 7,62 mm |

### Propulsión
| Sistema | País                                     | Fabricante                               | Notas        |
| ------- | ---------------------------------------- | ---------------------------------------- | ------------ |
| Motor   | Bandera de Dinamarca · Bandera de España | Burmeister & Wain Empresa Nacional Bazán | 2 × 16V40/45 |

### Aeronaves
| Sistema              | País                      | Fabricante                    | Notas        |
| -------------------- | ------------------------- | ----------------------------- | ------------ |
| Helicóptero (opción) | Bandera de Estados Unidos | Sikorsky Aircraft Corporation | 2 × SH-3D    |
| Helicóptero (opción) | Bandera de Estados Unidos | Bell Textron                  | 3 × Bell 212 |

## Buques
| Nombre | Número de banderín | Constructor   | Botado              | Asignado            | Estado |
| ------ | ------------------ | ------------- | ------------------- | ------------------- | ------ |
| Patiño | A-14               | Bazán, Ferrol | 22 de junio de 1994 | 16 de junio de 1995 | Activo |